# Umberto 1. af Italien
Umberto 1. (italiensk: Umberto Rainerio Carlo Vittorio Emanuele Giovanni Maria Ferdinando Eugenio; født 14. marts 1844, død 29. juli 1900) var konge af Italien fra 1878 til 1900.
Umberto var søn af kong Victor Emanuel 2. af Italien og efterfulgte sin far som konge ved dennes død i 1878. Han medvirkede aktivt til at forbedre Italiens forhold til Det Tyske Kejserrige og Østrig-Ungarn, som førte til Tripelalliancen i 1882. I Umbertos regeringstid begyndte Italien et forsøg på kolonialisering af Afrikas Horn, hvor det lykkedes at erobre Eritrea og Somalia men ikke Abessinien.
Umberto 1. var dybt hadet på venstrefløjen på grund af sin konservatisme. Han blev myrdet af en italiensk anarkist i 1900, og blev efterfulgt af sin søn Victor Emanuel 3.

## Biografi

### Tidlige liv
Den senere kong Umberto blev født som Prins Umberto Rainerio Carlo Vittorio Emanuele Giovanni Maria Ferdinando Eugenio di Savoia den 14. marts 1844 i Torino, dengang hovedstaden i Kongeriget Sardinien. Prins Umberto blev født på sin fars 24-års fødselsdag og var det andet barn og den ældste søn af den daværende kronprins Victor Emanuel af Sardinien i hans ægteskab med Adelheid af Østrig. Hans far blev konge af Sardinien i 1849, da hans egen far abdicerede efter det ydmygende nederlag til østrigerne ved Slaget ved Novara, og den blot 5-årige Umberto blev Kongeriget Sardiniens nye tronfølger. Hans mor døde i 1855, da Umberto var blot 10 år gammel.
Umberto blev opdraget uden nogen form for hengivenhed eller kærlighed. I stedet blev han opdraget til at være lydig og loyal; han måtte stå ret, hver gang hans far kom ind i værelset; og når han talte med sin far, måtte han først ned på knæ for at kysse hans hånd. I marts 1858 indtrådte den 14-årige kronprins i den piemontesisk-sardinske hær som kaptajn og indledte en officerskarriere. Efter Risorgimento og Italiens samling i 1861 blev faderen konge af hele Italien, og den nu 17-årige Umberto blev dermed det samlede Italiens første tronfølger. Som kronprins blev Umberto mødt med mistillid af sin far, som ikke sørgede for at give ham nogen uddannelse i politik eller forfatningsret.

### Ægteskab
Jagten på en passende hustru til Umberto viste sig at blive problematisk, da de gamle europæiske fyrstehuse i starten ikke ønskede at indgå forbindelse med "opkomlingen" fra huset Savoyen. Konflikten med pavedømmet, der var blusset op efter kirkestatens opløsning, bidrog også hertil. Kun få katolske kongelige brude kunne kom på tale for Umberto, og han endte derfor med den 22. april 1868 at gifte sig med sin kusine, prinsesse Margherita af Savoyen–Genova. Med hende fik han en søn, tronarvingen Victor Emanuel (den senere kong Victor Emanuel 3.) i 1869.

### Regeringstid
Ved sin fars død den 9. januar 1878 besteg Umberto 1. tronen som konge af Italien. Han indvilligede i, at hans far skulle gravsættes i Pantheon og ikke i det kongelige mausoleum i Basilica di Superga nær Torino. Dette blev taget som et tegn på, at Rom var ved at blive Italiens nye hovedstad.
Han medvirkede aktivt til at forbedre Italiens forhold til Det Tyske Kejserrige og Østrig-Ungarn, som førte til Tripelalliancen i 1882.
I Umbertos regeringstid begyndte Italien et forsøg på kolonialisering af Afrikas Horn, hvor det lykkedes at erobre Eritrea og Somalia, men til gengæld blev besejret af Abessinien i slaget ved Adwa i 1896.

### Attentat og begravelse
Umberto 1. var dybt hadet på venstrefløjen på grund af sin konservatisme og støtte til Bava Beccaris-massakren. Kongen overlevede to mordforsøg fra anarkisterne Giovanni Passannante (17. november 1878) og Pietro Acciarito (22. april 1897), før han blev myrdet af den italienskw anarkist Gaetano Bresci den 29. juli 1900 under en tale i byen Monza i Lombardiet. Han er gravsat i Pantheon i Rom og blev efterfulgt af sin søn Victor Emanuel 3.